# Bonnac (Cantal)
Bonnac (okzitanisch gleichlautend) ist eine französische Gemeinde mit 160 Einwohnern (Stand 1. Januar 2022) im Département Cantal in der Region Auvergne-Rhône-Alpes (vor 2016 Auvergne). Sie gehört zum Arrondissement Saint-Flour und zum Kanton Saint-Flour-1. Die Einwohner werden Bonnacois genannt.

## Lage
Bonnac liegt etwa 56 Kilometer ostnordöstlich von Aurillac.
Nachbargemeinden sind Molompize im Norden, Massiac im Nordosten und Osten, Saint-Poncy im Südosten, Saint-Mary-le-Plain im Süden, Ferrières-Saint-Mary im Südwesten, Peyrusse im Westen sowie Charmensac im Westen und Nordwesten.

## Bevölkerungsentwicklung
| Jahr                       | 1962 | 1968 | 1975 | 1982 | 1990 | 1999 | 2006 | 2011 | 2019 |
| -------------------------- | ---- | ---- | ---- | ---- | ---- | ---- | ---- | ---- | ---- |
| Einwohner                  | 314  | 277  | 234  | 175  | 170  | 158  | 151  | 168  | 163  |
| Quellen: Cassini und INSEE |      |      |      |      |      |      |      |      |      |

## Sehenswürdigkeiten
- Kirche Saint-Barthélemy, Monument historique
- Priorat
- Großkreuz des Tempelritterordens
- Schloss Bonnac

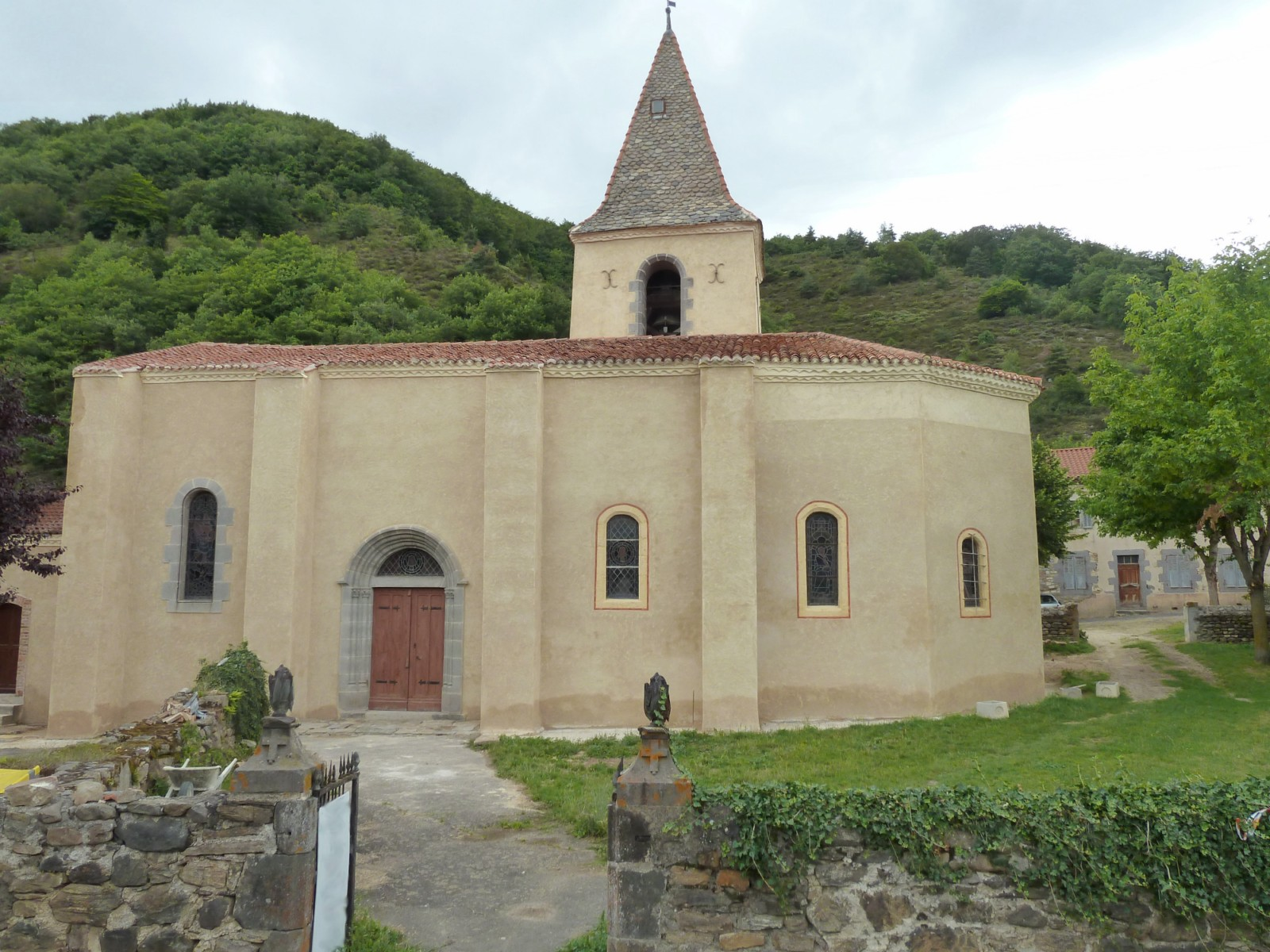
Kirche Saint-Barthélemy
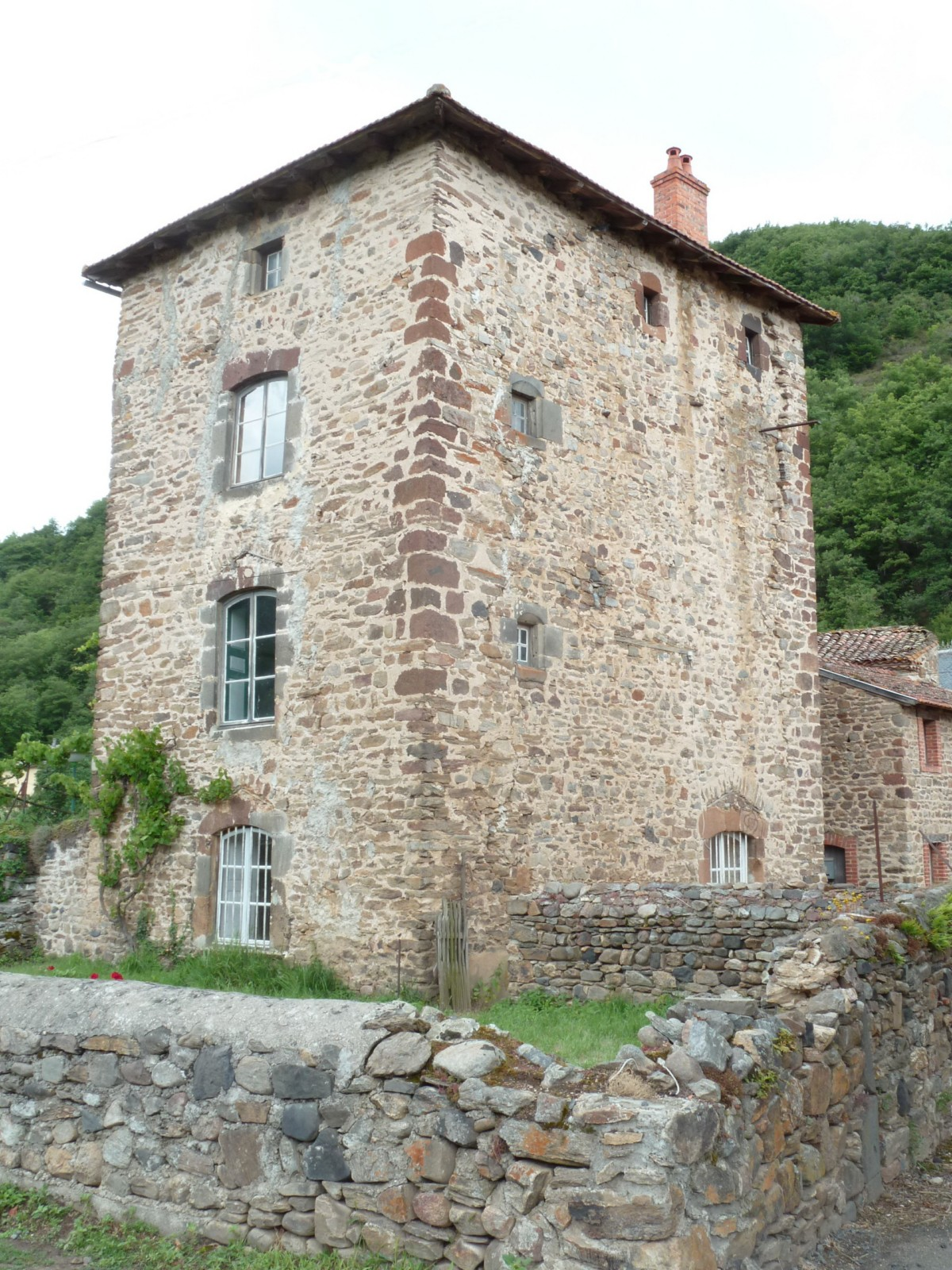
Priorat
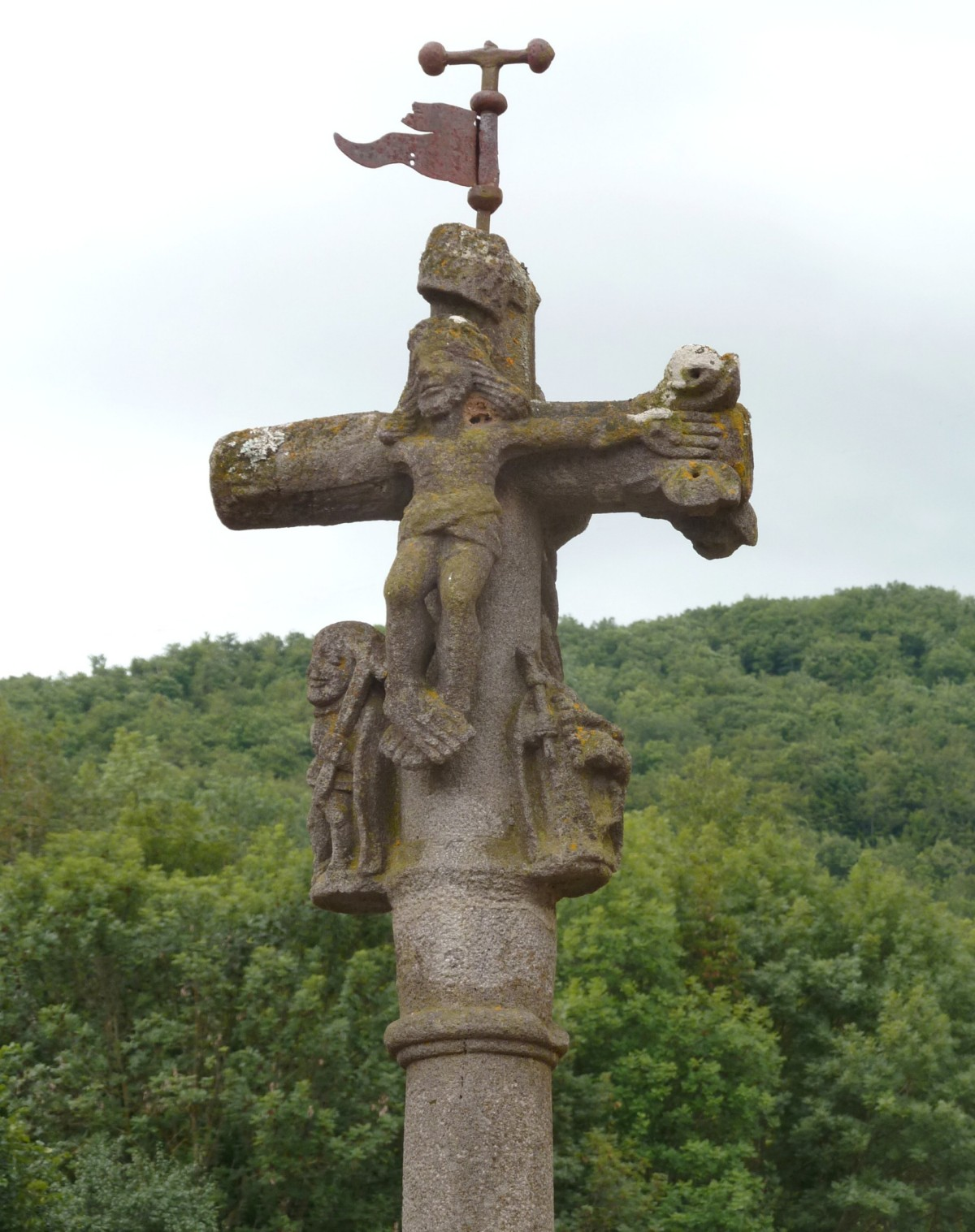
Großkreuz
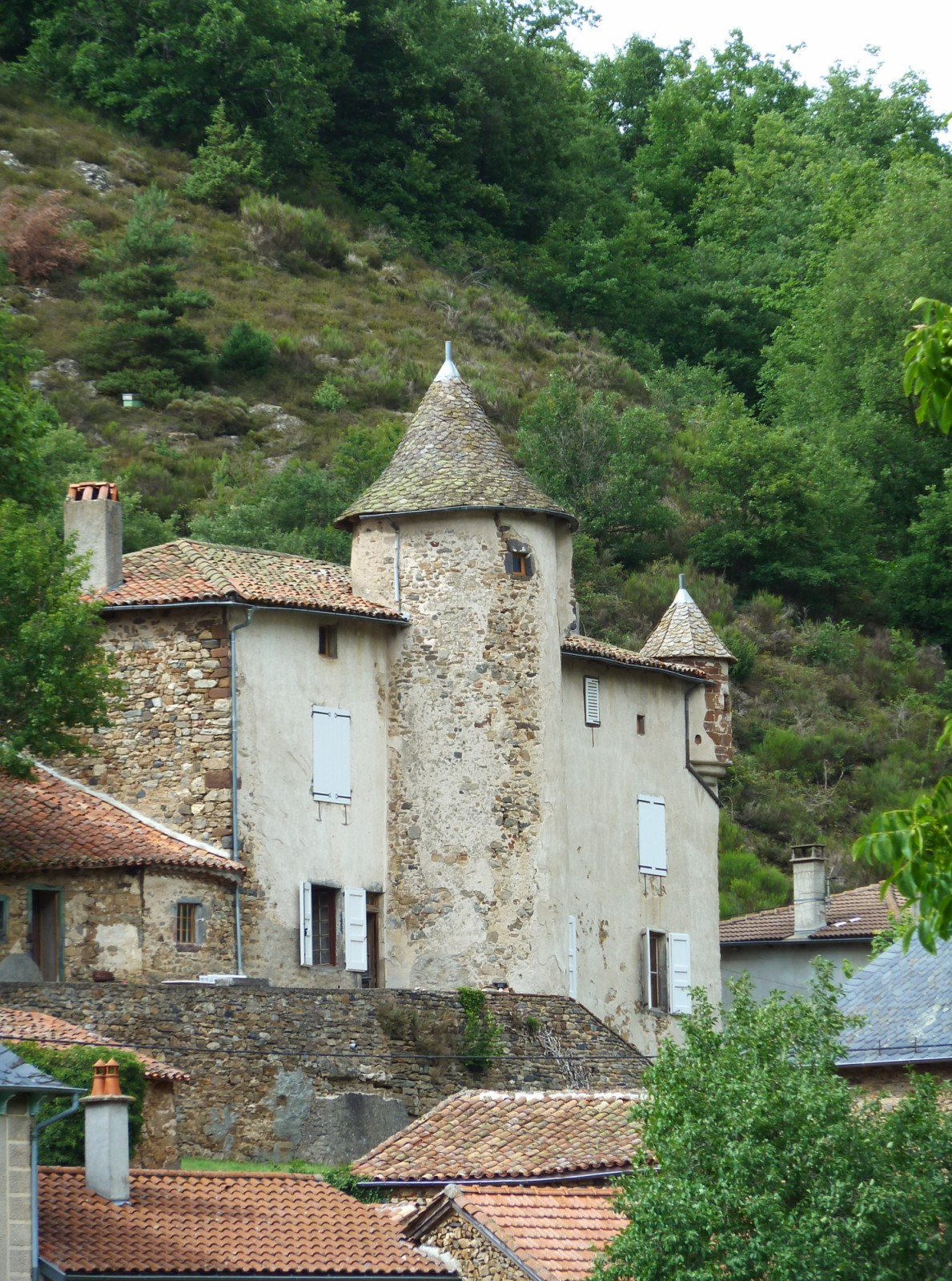
Schloss Bonnac